# Nấm lim xanh
Nấm lim xanh (tên khoa học: Ganoderma lucidum (Leyss. Ex Fr.) Karst) là một loại nấm linh chi đặc hữu, mọc trên cây lim xanh đã chết trong rừng nguyên sinh. Dựa vào vị trí mọc của nấm mà phân ra thành hai loại nấm Lim xanh khác nhau: Loại mọc ra từ rễ cây Lim, loại thứ hai hiếm hơn mọc ra trên thân cây Lim. Nấm Lim xanh giúp nâng cao hệ miễn dịch, giúp hệ miễn dịch tự sửa chữa rối loạn tế bào và tiêu diệt tế bào Ung Thư.

## Công dụng
Viện Dược liệu trung ương nghiên cứu và công nhận về hiệu quả chữa trị bệnh gan. Nấm lim xanh mặc giúp hỗ trợ cơ thể phòng và chống bệnh tật trên nguyên lý phục hồi các tổn thương bệnh lý, chứ không phải là trực tiếp công phạt bệnh, do vậy nó rất an toàn cho người sử dụng nhưng đòi hỏi người sử dụng nấm lim xanh cần phải kiên trì sử dụng liên tục từ hai đến năm tháng mới thấy được công dụng của nấm lim xanh.
Tuy nhiên nấm lim xanh chưa qua chế biến cũng không có hiệu quả chữa bệnh cao, bởi các hoạt chất kháng nguyên của nấm chưa được làm giàu qua quá trình chế biến để kích thích hệ miễn dịch của người bệnh tự sản xuất ra các kháng thể chống ung thư và tái tạo lại các tế bào tổn thương như tế bào cơ, tế bào xương, bạch cầu bệnh lý.
Theo một tạp chí y tế xuất bản tại Mỹ, trong nghiên cứu thực nghiệm lâm sàng, bác sĩ Kerry Martain và các cộng sự đã đạt hiệu quả khả quan khi sử dụng nấm lim xanh làm thuốc chữa ung thư. Nghiên cứu được tiến hành đối chứng bởi hai nhóm bệnh nhân ung thư, trong đó, một nhóm sử dụng chiết xuất nấm lim xanh và nhóm kia dùng giả dược trong một liệu trình 30 ngày.
Hai nhóm bệnh nhân này mắc nhiều dạng ung thư khác nhau: ung thư gan, ung thư phổi, ung thư vú, ung thư buồng trứng… Kết quả thực nghiệm lâm sàng cho thấy, nấm lim xanh giúp kiềm chế đáng kể sự tiến triển của bệnh ung thư. Theo bác sĩ Kerry Martain, trưởng nhóm nghiên cứu, thử nghiệm lâm sàng này mở đường cho một dự án nghiên cứu sâu hơn về các tính năng, dược chất và tác dụng của nấm lim xanh trong ngăn ngừa và điều trị ung thư.
Việc các bác sĩ đưa nấm lim xanh vào thử nghiệm điều trị cũng hoàn toàn tình cờ. Bắt đầu từ việc một bệnh nhân gốc Việt Nam đang được điều trị ung thư vú đã sử dụng nấm lim xanh để tự chữa bệnh song song với phác đồ điều trị mà bác sĩ Kerry Martain đã chỉ định. Sự tiến triển bất ngờ của bệnh nhân khiến bác sĩ Kerry Martain chú ý, nhất là khả năng đáp ứng thuốc tốt của bệnh nhân. Sau một thời gian nằm điều trị tại đây, cô gái người Việt đã xuất viện với thời gian rút ngắn hơn rất nhiều lần so với các bệnh nhân trước đây.